# Pieter van Niekerk
Pour les articles homonymes, voir van Niekerk.
Pas d'image ? Cliquez ici

a Compétitions nationales et continentales officielles uniquement.

b Matchs officiels uniquement.
Dernière mise à jour le 10 octobre 2019.
Pieter van Niekerk, né le 22 janvier 1978 à Carletonville en Afrique du Sud, est un joueur sud-africain de rugby à XV évoluant au poste de pilier (1,85 m pour 120 kg).

## Carrière

### En province/franchise/club
- 1998-2006 : Golden Lions (Currie Cup)
- 2001, 2003, 2006 : Cats (Super 12/14)
- 2006-2008 : SU Agen
- 2008-2010 : Montpellier HR

### En équipe nationale
- Pieter van Niekerk a été international sud-africain des moins de 21 ans.